# Anisopodus degener
Anisopodus degener es una especie de escarabajo longicornio del género Anisopodus, tribu Acanthocinini, subfamilia Lamiinae. Fue descrita científicamente por Bates en 1885.

## Descripción
Mide 6,37-6,9 milímetros de longitud.

## Distribución
Se distribuye por México.